# Ethnozentrismus
Ethnozentrismus ist ein primär psychologischer, aber auch in unterschiedlichsten sozialwissenschaftlichen und politikwissenschaftlichen Untersuchungen gebrauchter Begriff, der die Voreingenommenheit eines Individuums gegenüber ihm fremden Gruppen bezeichnet. Das Phänomen basiert auf der Überzeugung, dass die eigenen Verhaltensmuster und die der ethnischen Gruppe, der man angehört, immer normal, natürlich, gut, schön oder wichtig sind. Vor diesem normativen Maßstab können Fremde – deren Kultur sich deutlich unterscheidet – als wild, unmenschlich, ekelhaft oder irrational bewertet werden. Man spricht daher auch von der „Selbstbezogenheit einer Gruppe“; die Merkmale der Eigengruppe werden dabei als Bewertungsgrundlage vorausgesetzt und gegenüber denen von Fremdgruppen für überlegen gehalten. Dies kann sich u. a. beziehen auf Kultur, Lebensweise, Lebensstil, Weltanschauung, Religion. Der Begriff „Ethnozentrismus“ bezieht sich zwar zunächst nicht etwa auf eine Nation oder Rasse im Sinne der obsoleten Rassentheorie, sondern das Verhältnis des Individuums zu seiner ethnischen Gruppe; Ethnozentrismus kann aber die Grundlage für ein Verhalten bilden, welches Nationalismus oder Rassismus zugrunde liegt.
Studien etwa in der Soziologie, Psychologie, Sozialpsychologie, Ethnologie oder Anthropologie, aber auch der Kulturgeschichte, z. B. auch bezüglich der Mythologie, analysieren, inwiefern Personen derartige Kategorien und Wertungen bilden und verwenden. In diesem Zusammenhang stehen auch vielfältige Untersuchungen der kulturvergleichenden Sozialforschung.

## Herkunft des Begriffs
Der Begriff wird auf den US-Soziologen William Graham Sumner zurückgeführt, der in seinem Buch Folkways (1906) „Ethnozentrismus“ so definierte:

„Ethnozentrismus ist der Fachausdruck für jene Sicht der Dinge, in welcher die eigene Gruppe der Mittelpunkt von Allem ist und alle anderen mit Bezug darauf bemessen und bewertet werden.“

Schon Sumner hat die Anwendung des Begriffs „Ethnozentrismus“ nicht auf die Ebene von „Völkern“ begrenzt, sondern den Begriff sehr umfassend auf soziale Gruppen bezogen, denen sich ein Mensch selbst zuordnet: „Jede Gruppe denkt, ihre Lebensweisen [folkways] seien die richtigen.“
Er sprach dem Ethnozentrismus die Funktion zu, die Eigengruppe gegenüber der Fremdgruppe zu stabilisieren, weil er die besondere Eigentümlichkeit der Gebräuche und dadurch die Gruppenzugehörigkeit in der Abgrenzung zu anderen stärke. Diese Funktion bewertete er positiv, da er davon ausging, dass Gruppen in einem Wettbewerb im Sinne des Sozialdarwinismus stünden.

## Auftreten
Die Tendenz zum Ethnozentrismus ist in den universellen Bedingungen menschlichen Wahrnehmungsverhaltens angelegt; das behaupten etwa Theorien der sozialen Kognition, wie speziell etwa die Theorie des sozialen Vergleichs (Bezugsgruppentheorie). In der Sozialbiologie und in der Evolutionstheorie werden positive (arterhaltende) Funktionen des Ethnozentrismus angenommen.
Die für die betreffende Person negativen Konsequenzen (etwa Wahrnehmungsverzerrungen oder Lernhindernisse) sowie sozial und/oder politisch unerwünschten Folgekosten werden vor allem im Bereich der sozialen Vorurteile, der selbsterfüllenden Prophezeiung sowie der sozialen Konflikte in den Mittelpunkt der Betrachtung gestellt, insbesondere wenn es um Probleme im Umgang mit interkulturellen Kontakten geht. Hier steht Ethnozentrismus in Verbindung mit Erscheinungen des Rassismus, Nationalismus, der Segregation oder der Fremdenfeindlichkeit.
Der Ethnozentrismus ist ein wesentlicher methodologischer Gesichtspunkt zur Beurteilung der wissenschaftlichen Qualität in der ethnologischen Forschung. Kulturanthropologen sehen in ihm eine Quelle für mögliche Wahrnehmungsverzerrungen und Beurteilungsfehler des Forschungspersonals, vor allem bei der Feldforschung in fremden Kulturen. Franz Boas setzte dem Ethnozentrismus die These des Kulturrelativismus entgegen, Bronisław Malinowski die Perspektive des Funktionalismus.
Der Kriminalsoziologe Howard S. Becker beobachtete eine „duale Ethik“, die zwischen den Normen für die Eigengruppe und denjenigen für die Fremdgruppen scharf unterscheide.

## Gegenkonzepte
In der amerikanischen cultural anthropology wurde von ihrem Wegbereiter Franz Boas „interkulturelle Toleranz als Gegengewicht“ zum Ethnozentrismus propagiert.
In jüngster Zeit werden unter der Überschrift „Interkulturalität“ auf Grundlage der Theorien von Alfred Schütz und Thomas Luckmann, Erving Goffman, Jan Assmann u. a. Verfahrensweisen erarbeitet, die die Verständigung zwischen Angehörigen verschiedener Kulturen erleichtern sollen. Die Interkulturelle Wirtschaftskommunikation wendet diese Techniken auf Unternehmensangelegenheiten an. Wesentlich sind dabei stets Konzepte zum interkulturellen Lernen. Auf der Umsetzung solcher Konzepte ruht die Hoffnung auf langfristige Konfliktvermeidung zwischen Angehörigen verschiedener Kulturen, gerade an Schulen. Das kritische Erkennen und Akzeptieren des unvermeidlichen eigenen Ethnozentrismus („aufgeklärter Ethnozentrismus“) sowie das Erlernen interkultureller Kompetenz sollen helfen, das Miteinanderleben in einer multikulturellen Gesellschaft erträglich zu gestalten. Nach Milton Bennett durchläuft man beim Erwerb interkultureller Kompetenz zunächst die Phasen des Ethnozentrismus, der sich schließlich in Ethnorelativismus wandelt.